# Graphisoft
Graphisoft SE est une société multinationale européenne spécialisée dans la conception de logiciels, dont le siège est situé à Budapest, en Hongrie. En tant que filiale de Nemetschek, Graphisoft développe des produits de modélisation des informations du bâtiment (BIM) destinés aux architectes, designers d'intérieur et planificateurs. Graphisoft possède des filiales en Allemagne, en France, en Suisse, aux États-Unis, au Royaume-Uni, en Espagne, au Japon, ainsi qu'un bureau de représentation à Singapour. Le produit phare de l'entreprise est Archicad, un logiciel de conception architecturale développé depuis 1984 pour les plateformes Windows et Mac.